# 小行星3173
小行星3173（3173 McNaught）是一颗围绕太阳公转的小行星。1981年11月24日，愛德華·鮑威爾在可可尼诺县发现了此天体。
該小行星以英國天文學家罗伯特·麦克诺特命名。
这颗小行星的绝对星等为219.0144883202041等。